# 모르나그

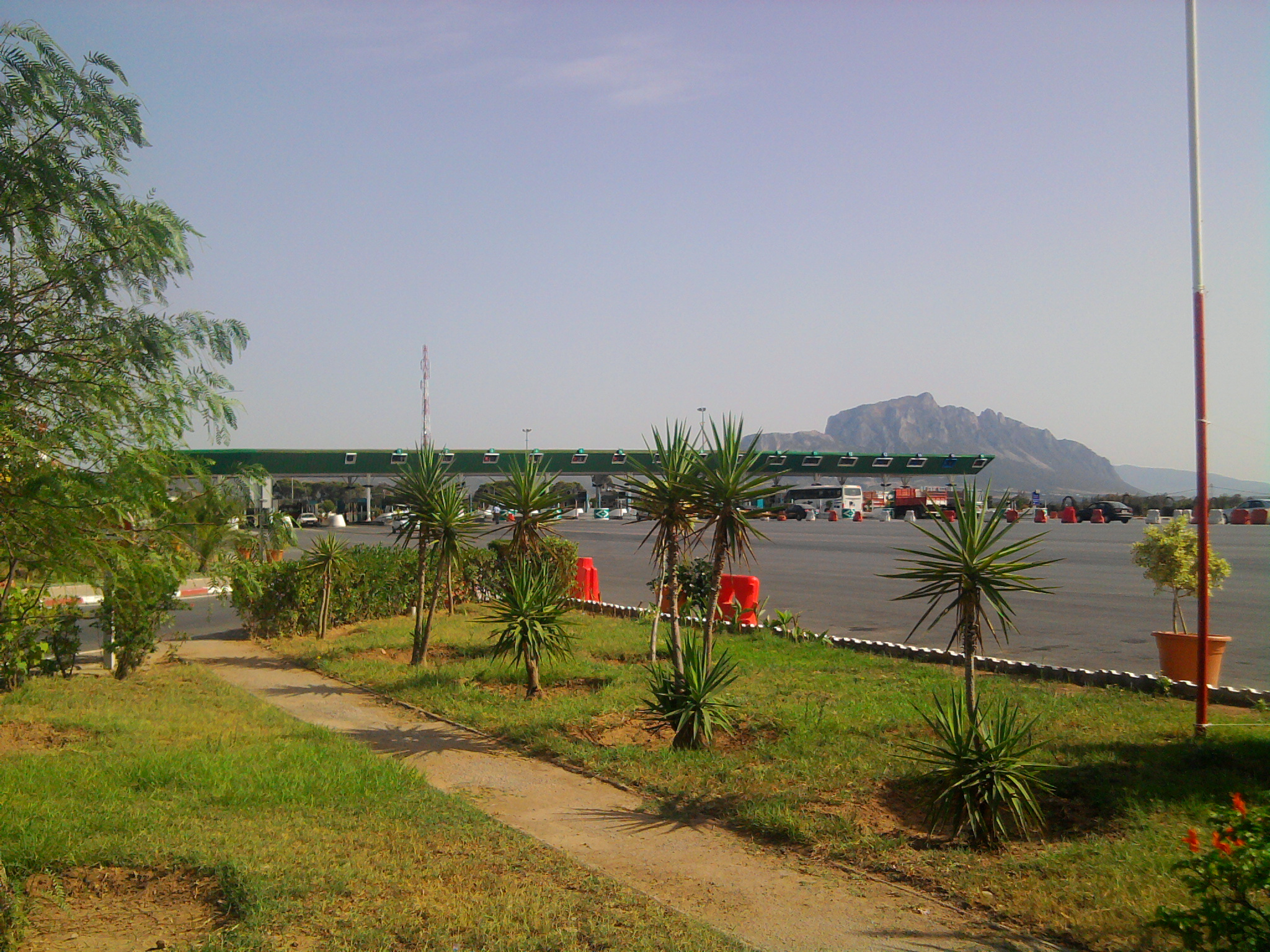
모르나그

모르나그(영어: Mornag, 아랍어: مرناق)는 튀니지 벤아루스주의 도시이다. 인구는 26,406명(2006년)이다.
모르나그는 주로 포도원과 올리브 나무 전용 농업 평야로 유명하다. 19,900헥타르의 경작지를 포함하여 36,812헥타르에 달하는 튀니지의 가장 비옥한 평야 중 하나이다.